# Plutarchia marginata
Plutarchia marginata is een vliesvleugelig insect uit de familie Eurytomidae. De wetenschappelijke naam is voor het eerst geldig gepubliceerd in 1990 door Narendran & Padmasenan.